# Safferstetten
Safferstetten ist ein Kirchdorf in der Gemeinde Bad Füssing im niederbayerischen Landkreis Passau. Ursprünglich war Füssing ein Ortsteil der Gemeinde Safferstetten. 

## Geographische Lage
Das Kirchdorf Safferstetten liegt im südlichen Landkreis Passau in der flachen Pockinger Heide. Die Kreisstadt Passau ist etwa 30 Kilometer entfernt.

## Geschichte
Der Ort Safferstetten wurde erstmals urkundlich erwähnt, als im Jahr 735 der baierische Herzog Hugbert das umfangreiche Gut an das Hochstift Salzburg verschenkte. Im Verlauf der Jahrhunderte gab es verschiedene Schreibweisen für den Ort, so beispielsweise Savarstedi und Sauerstetten. Safferstetten war Sitz einer Hofmark, die sich seit 1441 in passauischem Besitz befand und erst 1803 mit der Herrschaft Riedenburg und dem gesamten Hochstift Passau an das Kurfürstentum und spätere Königreich Bayern kam. Der seit jeher bayerische kleine Weiler Füssing, direkt neben Safferstetten gelegen, kam erst 1818 mit dem bayerischen Gemeindeedikt zur damals neu gebildeten Ruralgemeinde Safferstetten.
In Füssing wurden im Jahr 1937/38 bei der Suche nach Erdöl Thermalquellen gefunden. In den 1950er-Jahren begann der Kurbetrieb. 1969 wurde dem Ortsteil Füssing der Titel „Bad“ verliehen. 1970 hatten sich dann in einer Bürgerversammlung im Gasthaus Freudenstein am 1. März 1970 die anwesenden Gemeindebürger Safferstettens fast einstimmig für eine Umbenennung der Gemeinde Safferstetten ausgesprochen, was aber erst mit der Gemeindegebietsreform ein Jahr später umgesetzt wurde. So wurde am 1. April 1971 aus den Gemeinden Safferstetten, Egglfing am Inn und Würding die Gemeinde Bad Füssing neu gebildet.